# Rundfunkübertragungsrechte
Rundfunkübertragungsrechte ist der Begriff für das Recht eines Sportveranstalters an den Bild- oder Tonaufnahmen einer Sportveranstaltung.

## Definition
In der Literatur werden auch die Begriffe „Fernsehrechte“, „Radiorechte“, „Vermarktungsrechte“ und „Aufnahmerechte“ gebraucht, in der Öffentlichkeit (aber auch in der Literatur) wird auch oft der verkürzte Begriff „Übertragungsrechte“ verwendet.
Wirtschaftlich spielen diese Rechte eine große Rolle, da sie für hohe Summen an Fernsehsender verkauft werden. Trotz dieser starken wirtschaftlichen Bedeutung sind viele damit zusammenhängende Rechtsfragen erst ansatzweise geklärt, das Thema ist also sehr im Fluss.

## Übertragungsrechte im Fußball
Ein bekanntes Beispiel für Rundfunkübertragungsrechte ist der Fußball; dort erhält die englische Liga ab nächster Saison pro Jahr etwa 2,2 Milliarden Euro, wohingegen die Bundesliga pro Jahr aktuell nur 800 Millionen bekommt. Ein Grund dafür ist, dass sich 2 Pay-TV-Anbieter in England um die Übertragungsrechte streiten, was dazu führte, dass der Preis in die Höhe getrieben wurde. Ein anderer Grund ist, dass viel mehr Menschen in England dazu bereit sind, für Fernsehen extra zu zahlen.
Aktuell befindet sich die DFL in Verhandlungen mit Lizenzeinkäufern der einzelnen Fernsehanstalten und erhofft sich in der Saison 2017/2018 min. 1,1 Milliarden Euro.
Zusätzliche Rechte werden für die Ausstrahlung von Zusammenfassungen und Übertragungen im Internet vergeben.

## Rechtslage in Deutschland
Im deutschen Recht (anders in Brasilien und Frankreich) gibt es keine eigenständigen (also gesetzlich speziell festgelegten) Fernsehrechte an Sportveranstaltungen. Dies ist auch der Grund dafür, dass es keinen feststehenden juristischen Begriff für dieses Recht gibt (vgl. die unten zitierten Titel). Es kann daher vorkommen, dass unter „Rundfunkübertragungsrechten“ etc. im Einzelfall etwas anderes verstanden wird, etwa die Übertragungsrechte an einer Nicht-Sportveranstaltung.
Dass der Veranstalter grundsätzlich einen Schutz vor Fernsehaufnahmen durch Unberechtigte hat, wurde vom Bundesverfassungsgericht (BVerfG) entschieden, mit dem Argument, wenn der Veranstalter keinen Schutz hätte, wäre er in seiner Berufsausübungsfreiheit (Art. 12 Grundgesetz) beschränkt. Davon, dass ein solches Recht besteht, ging auch der Gesetzgeber in § 31 GWB (Gesetz gegen Wettbewerbsbeschränkungen) aus. Dieser (auf Druck der Sportlobby zustande gekommene, umstrittene) § 31 GWB besagte als Ausnahme zum allgemeinen Kartellverbot jedoch nur, dass eine zentrale Vermarktung der Rundfunkübertragungsrechte durch einen Sportverband (z. B. DFB; UEFA) nicht gegen das Kartellverbot verstößt, zu bestimmen, worin genau die Rechte liegen, hat der Gesetzgeber der Rechtswissenschaft überlassen. § 31 GWB ist mit der 7. GWB-Novelle zum 1. Juli 2005 außer Kraft getreten.
Der zivilrechtliche Grund dieses Schutzes liegt nach übereinstimmender Ansicht der juristischen Literatur darin, dass der Veranstalter sich jedenfalls bei "Fernsehrechten" darauf berufen kann, dass der Verkauf der Aufnahme einer solchen Veranstaltung durch jemanden, der nichts zum Gelingen dieser Veranstaltung beigetragen hat, ein Verstoß gegen den lauteren Wettbewerb sei. Ein derartiger Verstoß ist nach dem Gesetz gegen den unlauteren Wettbewerb (UWG) unzulässig. Wie weit der Schutz genau reicht und wer genau mit welchem Anteil "Veranstalter" ist (die Vereine, die Liga, der Träger des unmittelbaren finanziellen Risikos), ist aber noch in der juristischen Diskussion.
Zudem kann der Veranstalter unter Berufung auf sein Hausrecht gegen Fernsehaufnahmen von Sportveranstaltungen vorgehen, wenn bei diesen das Hausrecht verletzt wurde, also der Aufnehmende das Grundstück des Veranstalters betreten hat. Der Bundesgerichtshof hat 2005 entschieden, dass dies auch für Hörfunkreporter ("Radiorechte") gilt, gegen diese Entscheidung wurde das Bundesverfassungsgericht angerufen.

### Zur kartellrechtlichen Problematik
- Martin Stopper: Ligasport und Kartellrecht, Konstanz 1996.
- Tanja Carolina Jessen: Rechtsfragen der Vermarktung von Sportereignissen im deutschen und englischen Recht, Aachen 1997.
- Markus Kuczera: Die Vermarktung von Übertragungsrechten im Fußball nach deutschem und nach europäischem Kartellrecht, 2004.

### Zum Schweizerischen Recht
- Simon Osterwalder: Übertragungsrechte an Sportveranstaltungen, Bern und München 2004.